# Санаторий Г. А. Каратаевой
Санаторий Г. А. Каратаевой — санаторий, расположенный вблизи посёлка Пионерского Истринского района Московской области на левом берегу реки Малая Истра. Находится на территории санатория «Истра», основанного в 1950-е годы. Старейшее профильное учреждение санаторного типа в городском округе Истра.

## История
Территория для постройки санатория была куплена Гликерией Алексеевной Каратаевой у Саввы Тимофеевича Морозова из земельного владения усадьбы Покровское-Рубцово в начале 1900-х годов. Выделенный Г. А. Каратаевой земельный участок под туберкулёзный санаторий стал находиться напротив усадьбы Покровское-Рубцово на левом берегу речки Малая Истра.
В 1911—1913 годах архитектор Иван Иванович Рерберг спроектировал и построил для Каратаевой дом, объединённый переходом с домовой церковью в стиле неоампир. Дом был построен на дороге, идущей из Лучинского в Покровское на надпойменной террасе. 
В 1912 году Г. А. Каратаева обратилась в Московскую духовную консисторию с просьбой разрешить построить домовую церковь «для личных нужд и близлежащего приюта Общества призрения сирот и устройства семейного склепа при жизни. После смерти — вышеозначенное владение имеет перейти Московскому Губернскому ведомству для устройства в доме больницы, на содержание коей а также и церкви завещан капитал».
После революции, в 1919 году, на месте туберкулёзной лечебницы Каратаевой был открыт «Санаторий им. А. П. Чехова», который функционировал, принимал больных вплоть до начала Великой Отечественной войны.
В 1948—1949  годах санаторий реорганизровали, что повлекло за собой реконструкцию некоторых зданий и особняка в том числе: он был слит с домовой церковью.
Активное развитие санатория Истра началось в середине 1950-х годов. В то время возник комплекс из двух- и трёхэтажных санаторных зданий на историческом въезде на территорию санатория со стороны Ябедино, размещённых на верхней надпойменной террасе. Там были размещены клуб, спортивный павильон и столовая медперсонала. Был разобран и выстроен в новых габаритах с воспроизведением первоначальной организации и отделки фасадов Переход-галерея между домом и церковью.
В 1979 году Проектным институтом Минздрава РСФСР был разработан генеральный план санатория, в соответствии с которым рядом со спальным корпусом (№ 6) был выстроен лечебный корпус (№ 8), столовая и спальный корпус (№ 1), состоящий из семи этажей, осуществлён проект благоустройства на прилегающей к корпусам территории.
В 1986 году был разработан паспорт на санаторий. В число объектов входят: дом с церковью, водонапорная башня и парк XIX — начала XX вв.
В 1990-х годах территория санатория была разделена на санаторий для взрослых и санаторий для детей. К детскому санаторию отошла восточная часть территории, примыкающая к дороге в Покровское-Рубцово. В связи с разделением территории возник новый въезд в санаторий «Истра» с юга с дороги в Покровское-Рубцово. К 2007 году здание было отремонтировано и использовалось по назначению.
В 2018 году локации санатория были сняты в 19 сезоне 5 выпуске телешоу «Битва экстрасенсов». Участники «Битвы экстрасенсов» пытались найти в санатории призрак Каратаевой.
В ноябре 2020 года над санаторием Г. А. Каратаевой была установлена охранная зона.

## Описание
Кирпичное оштукатуренное здание с гранитным цоколем — «хороший образец неоампира». Увенчанный куполом двухэтажный дом с опущенными крыльями и полуподвалом выходит главным южным фасадом на реку и усадьбу Покровское-Рубцово. Большая открытая терраса с полукруглой лестницей соединяет его с природным пейзажем. Симметрию фасада подчёркивает центральная лоджия с балконом на двух парах колонн и высокий ступенчатый аттик. Противоположный фасад украшен четырёхколонным ионическим портиком. Обработка здания включает квадратный руст, декоративные перемычки проёмов и лепнину.
Планировка дома коридорного типа. На первом этаже установлен холл, соединяющий вестибюль и смежные помещения с садовой террасой. Зал украшен дорическими колоннами, изящным плафоном с декоративной росписью и плавным лепным карнизом. Подобные карнизы украшают смежные комнаты. На внутренних дверях размещены геральдические рельефы крылатых коней.
Композиция домовой церкви, некогда соединённой с домом крытым переходом, чрезвычайно своеобразна. Центрический четырёхстолпный храм имеет сильно возвышающиеся закрестовья, переходящие снаружи в двухъярусные угловые башни. Их купольные крыши вместе с куполом центрального светового барабана образуют каноническую пятиглавую конструкцию. Интерьер имеет крестообразный характер. Крестовины на фасадах соответствуют правильной трёхчастной композиции с мотивом триумфальной арки и щипцом. Этот архитектурный мотив был использован и в трактовке кардинально изменившегося интерьера. Перекрытия в полуподвале сводчатые, в угловых ячейках церковных балок — балочные.